# اچ‌ام‌سی‌اس مارگاری (دی‌دی‌اچ ۲۳۰)
اچ‌ام‌سی‌اس مارگاری (دی‌دی‌اچ ۲۳۰) (به انگلیسی: HMCS Margaree (DDH 230)) یک کشتی بود که طول آن ۳۶۶ فوت (۱۱۱٫۶ متر) بود. این کشتی در سال ۱۹۵۶ ساخته شد.